# أسطوانة بولية

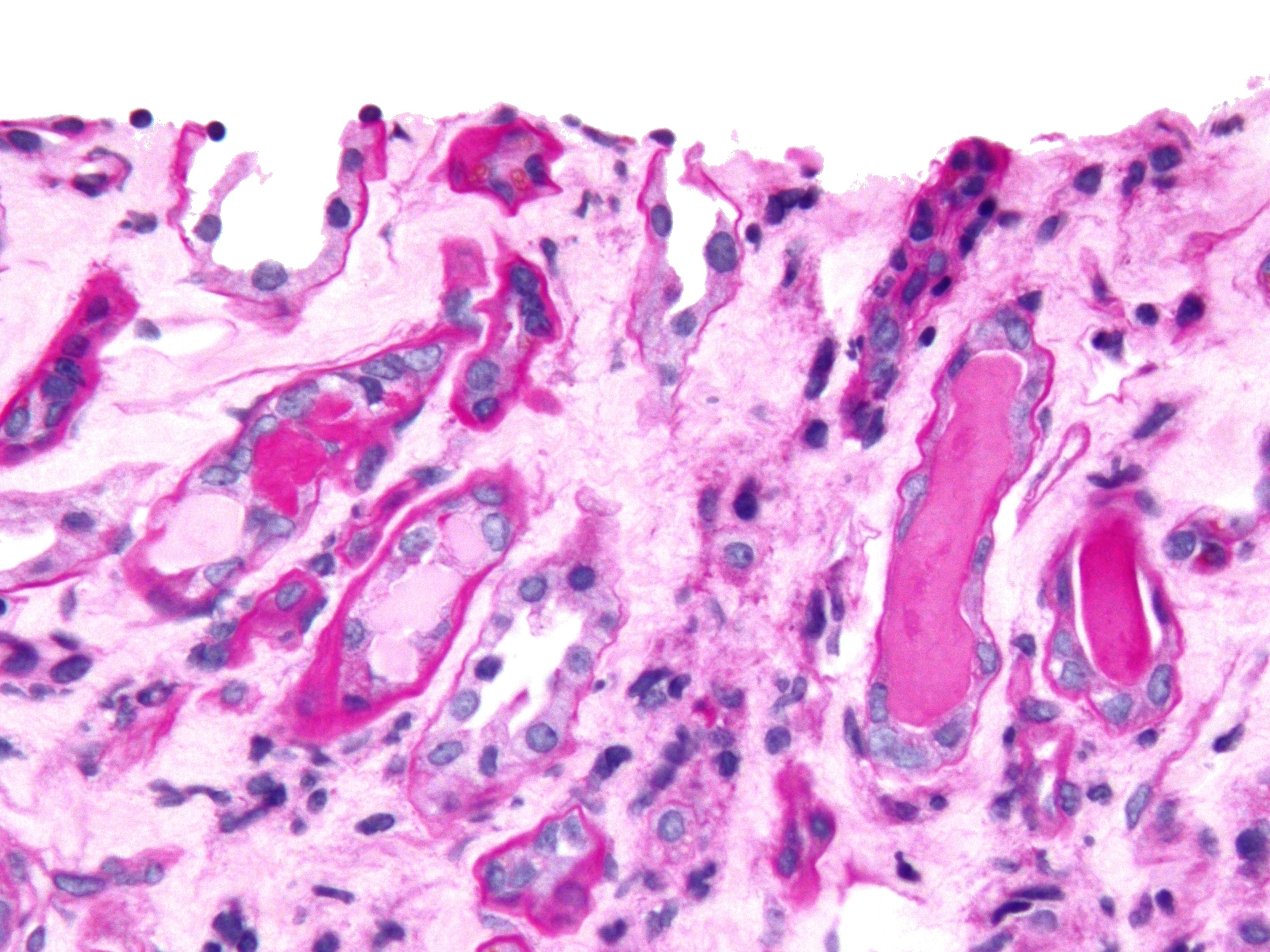

اسطوانة بولية هي أجسام اسطوانية مجهرية تنتجها الكلى وتظهر في البول في حالات مرضية معينة، تتكون في الكلية في الكليون، ثم تطرد وتطرح في البول حيث يمكن الكشف عنها بالمجهر.
أول من وصف الاسطوانات البولية هو الكيميائي الإنجليزي هنري بينز جونز.
تتشكل عن طريق ترسب البروتين المخاطي الذي يُفرز من النبيبات الكلوية. وتتكون أحيانا بواسطة الألبيومين في بيلة بروتينية.

## أنواع الاسطوانات

### اسطوانات لاخلوية
- الاسطوانة الشفافة.
- الاسطوانة المحببة.
- الاسطوانة الشمعية.
- الاسطوانة الخضابية.
- الاسطوانة الدهنية.
- الاسطوانة البلورية.

### اسطوانات خلوية
- الاسطوانة الدموية: هي الاسطوانات التي تحتوي على كريات الدم الحمراء.
- الاسطوانة الصديدية: هي الاسطوانات التي تحتوي على كريات الدم البيضاء.
- الاسطوانة البكتيرية: هي الاسطوانات التي تحتوي على البكتريا.
- الاسطوانة الظهارية: هي الاسطوانات التي تحتوي على الأنسجة الطلائية.
- الاسطوانة الحمضية: هي الاسطوانات التي تحتوي على الخلايا الحمضية.